# جراحة قدم وكاحل

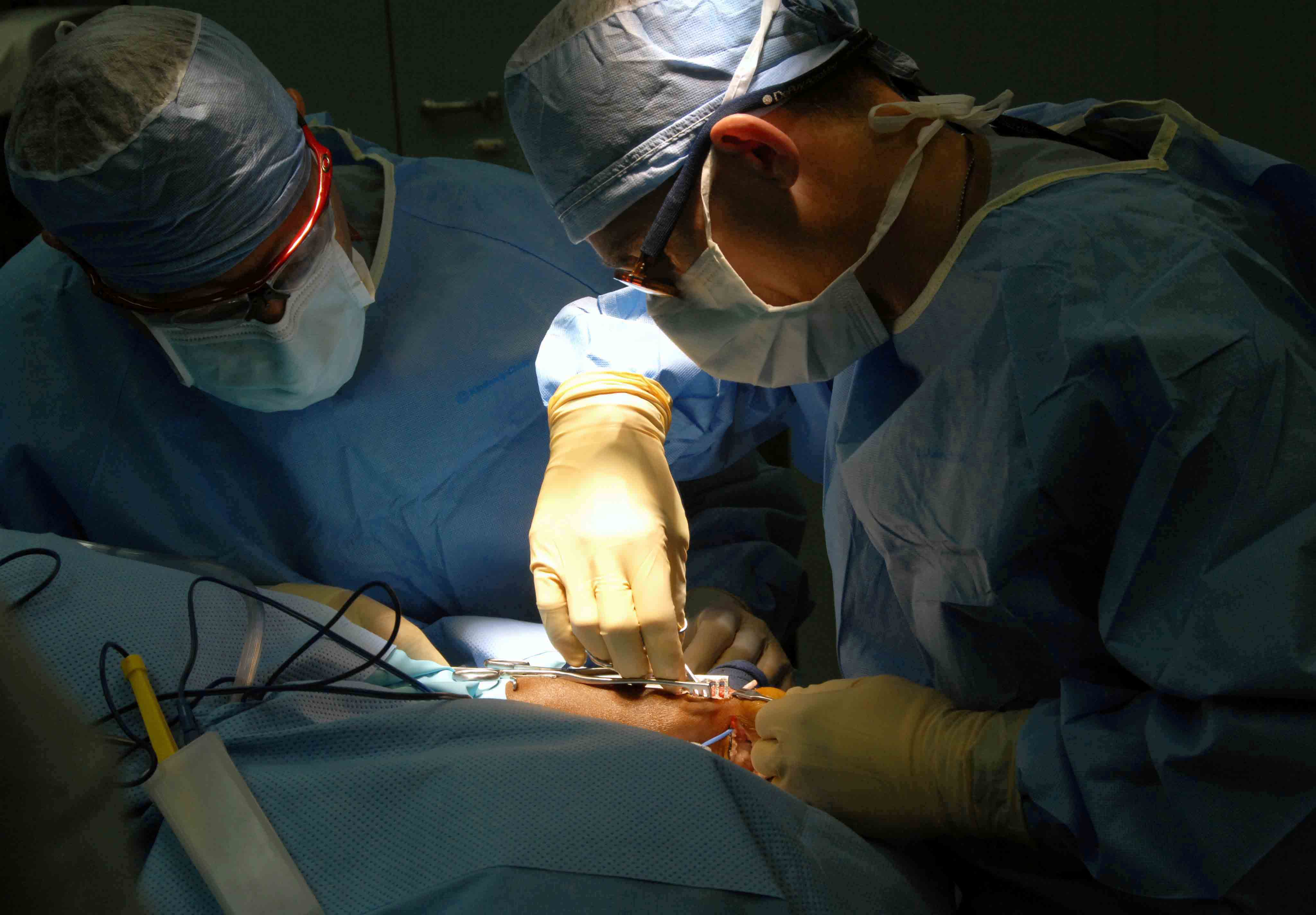
جراح قدم أمريكي يجري جراحة لتقويم قدم روحاء في طفلة تبلغ من العمر عامين

جراحة القدم والكاحل (بالإنجليزية: Foot and ankle surgery)‏ هي أحد فروع جراحة العظام. تختص بتشخيص وعلاج أمراض القدم والكاحل والوقاية منها.

## مجال التخصص

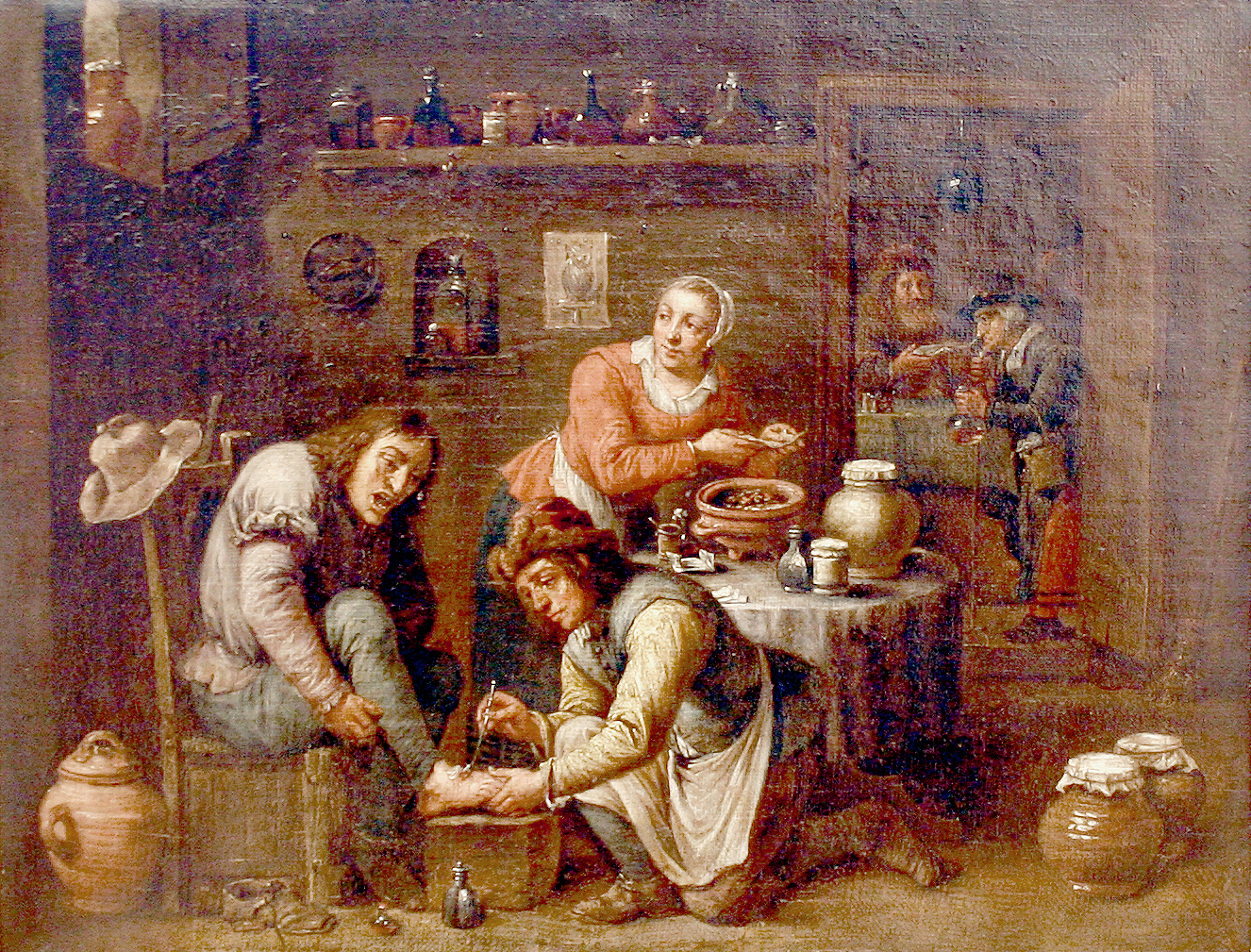
لوحة زيتية ترجع إلى سنة 1663 تمثل جراحاً من القرن السابع عشر يجري عملية جراحية في قدم مريض

يتدرب جراح القدم والكاحل على علاج جميع الأمراض العضلية الهيكلية للقدم والكاحل، الجراحية وغير الجراحية منها على حد سواء، كما يجب أن يكون المختص بجراحة القدم والكاحل على دراية كاملة بالارتباط بين أمراض وتشوهات القدم والكاحل، وتلك التي تصيب مفصلي الركبة والفخذ، ويمتد ذلك أيضاً إلى العمود الفقري. ومن الأمراض والإصابات التي يختص جراح القدم والكاحل بعلاجها كل من:
- كسور وإصابات منطقتي القدم والكاحل على اختلافها
- علاج التهابات مفاصل الكاحل ومؤخر القدم وأوسطها (عظام المشط) ومقدمها (السلاميات)، وخاصة العلاج الجراحي.
- علاج التشوهات الخلقية والمكتسبة للقدم والكاحل، ومن بينها القدم المسطحة المكتسبة عند البالغين (بالإنجليزية: adult acquired flatfoot)‏ والقدم السكرية والإبهام الأروح وحنف القدم (القدم المخلبية)، وغير ذلك من الأمراض والتشوهات.
- آلام العقب (كما في حالات التهاب اللفافة الأخمصية)
- أمراض الأعصاب (كمتلازمة النفق الرصغي)
- أورام القدم والكاحل.

## وسائل العلاج غير الجراحي
لا تتطلب الغالبية العظمى من أمراض القدم والكاحل تدخلاً جراحياً؛ فمن هذه الأمراض ما يمكن معالجته بإدخال تعديل ما على الحذاء أو على نعله، كما يمكن استخدام بعض الأدوية في حالات الأمراض الالتهابية كالتهاب المفاصل الرثياني، الذي يمكن استخدام مضادات الالتهاب اللاستيرويدية ومضادات الرثية المعدلة للمرض لعلاجه أو لتثبيط تقدم المرض.
كما يمكن استخدام المقاويم، وهي جهائز تضاف إلى الحذاء لتعديل الخصائص الشكلية أو الوظيفية القدم أو الكاحل أو كليهما. ويمكن أيضاً استخدام العلاج الطبيعي لتخفيف الأعراض، أو تقوية عضلات معينة كعضلة الساق التي تتصل بوتر أخيل الذي يشد بدوره اللفافة الأخمصية ويعدل بذلك شكل القدم.

## وسائل العلاج الجراحي

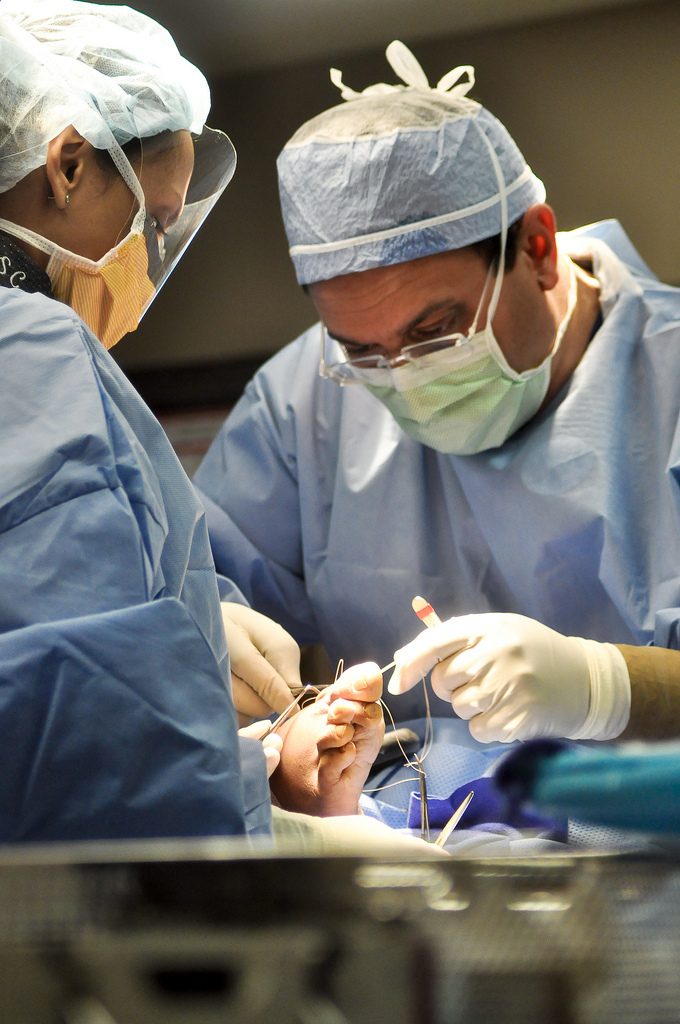
جراح قدم وكاحل أثناء إجرائه عملية لتقويم إبهام قدم أروح

يُلجأ إلى الجراحة كملاذ أخير في حالة عدم جدوى العلاج التحفظي (غير الجراحي) في تخفيف الأعراض، ومن هذه العمليات الجراحية:
- استئصال الوكعة لعلاج الإبهام الأروح.
- إيثاق المفاصل
- عمليات الاستبناء (إعادة التشكيل)

وقد تستخدم المقاويم والعلاج الطبيعي ومضادات الالتهاب اللاستيرويدية ومضادات الرثية المعدلة للمرض كمكملات بعد التدخل الجراحي للوصول إلى أفضل نتيجة ممكنة.

## أهم المطبوعات المختصة
توسع مجال جراحة القدم والكاحل بشكل مطرد في الخمسين عاماً الأخيرة، وظهرت المطبوعات العلمية المختصة لاستيعاب هذا التوسع في ذلك المجال الدقيق، من بينها:
- مجلة الجمعية الأمريكية لطب القدم
- مجلة جراحة القدم والكاحل (تصدر عن الكلية الأمريكية لجراحة القدم والكاحل)
- مجلة القدم والكاحل الدولية (تصدر عن جمعية جراحة القدم والكاحل العظمية الأمريكية)
- تقنيات في جراحة القدم والكاحل
- مجلة القدم والكاحل[1] (أول مصدر مفتوح لجراحة القدم والكاحل العظمية)